# Le Vie del mondo
Le Vie del Mondo è una rivista periodica mensile illustrata di geografia, viaggi, turismo, pubblicata dal Touring Club Italiano dal 1924 al 1992.

## Storia editoriale

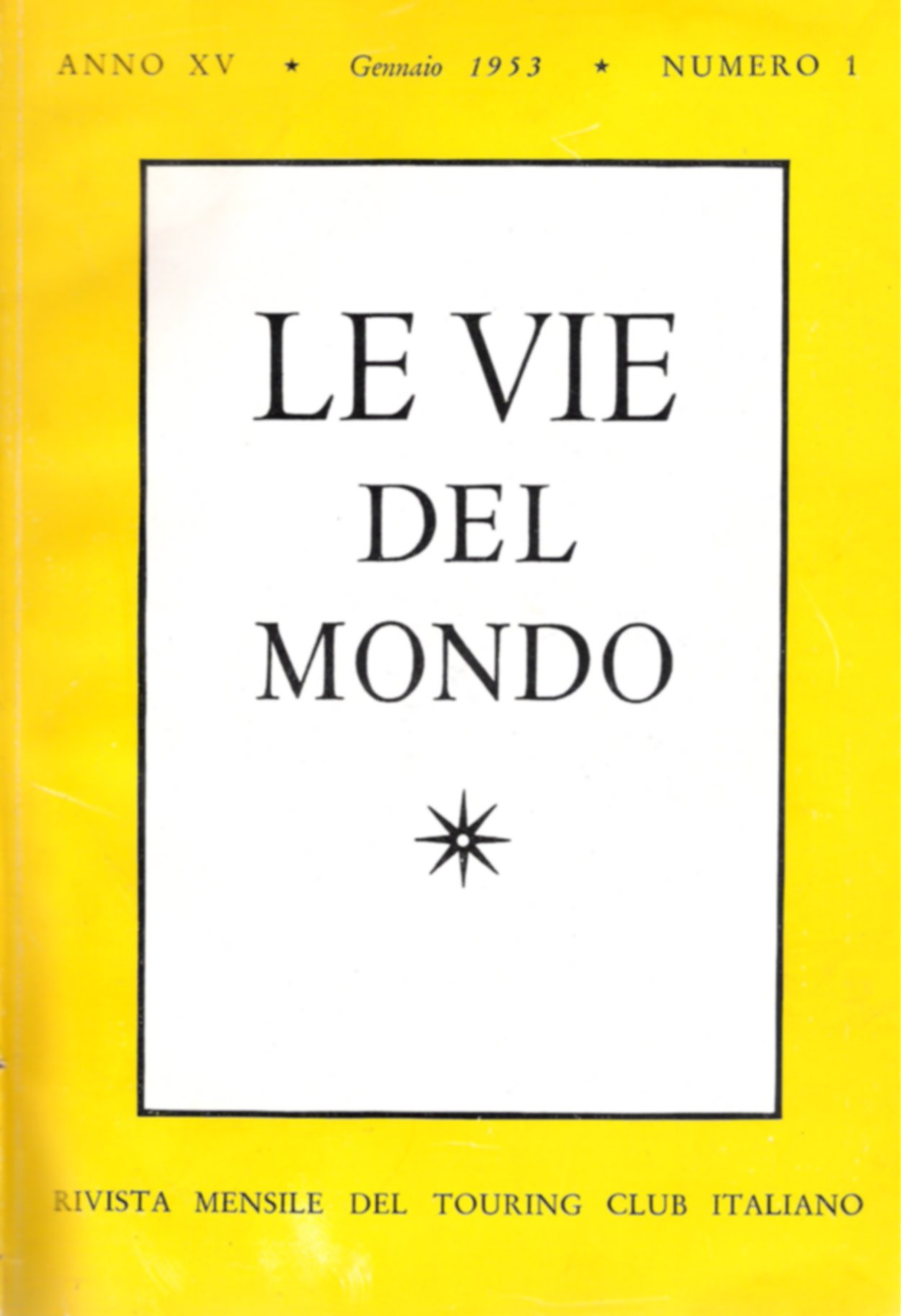
Copertina del 1953

Nel 1924 venne fondata, ispirandosi a "Le Vie d'Italia" e dedicata prevalentemente all'America Latina “Le Vie d'Italia e dell'America Latina". Dal gennaio 1933 ne viene trasformato il titolo in “Le Vie d'Italia e del Mondo", mantenendo come temi delle illustrazioni sia soggetti italiani che in maggior parte stranieri.
Nel 1937, per evitare sovrapposizioni con “Le Vie d'Italia”, il titolo della rivista cambia in “Le Vie del Mondo”. Inoltre, a seguito della campagna fascista contro i nomi stranieri, il sottotitolo diviene: "Rivista mensile della Consociazione Turistica Italiana", nuovo nome con il quale è stato ribattezzato l'antico Touring Club.
A causa della guerra le pubblicazioni vengono sospese dall'agosto del 1943 al 1950.
“Le Vie del Mondo” ritorna il 15 gennaio 1950, riccamente illustrata con fotoincisioni.
La rivista ottiene un grande successo, con numero di abbonati  crescente ogni anno, sia in Italia che all'estero, e diviene il più autorevole periodico italiano ad occuparsi di turismo, il nuovo fenomeno di massa che in quegli anni si sta facendo strada in Italia.
Nel 1968 si fonde con "Le vie d'Italia" assumendo il nome di “Vie d'Italia e del Mondo”. La rivista cessa le pubblicazioni nel 1970
Nel 1987 nuovamente ribattezzata “Vie del Mondo”  riprende le pubblicazioni, rinnovata nel formato editoriale e forte di un accordo di collaborazione con  la National Geographic Society
Con il  numero del gennaio 1991 la rivista viene ancora rinnovata nel formato e nella copertina che presenta il sottotitolo “Viaggi. Cultura. Avventure."
Nel settembre 1992 “Vie del Mondo” cessa definitivamente le pubblicazioni, sostituita dalla nuova rivista del TCI "Alisei".

## Titoli assunti dalla rivista dal 1924 al 1992
- Le vie d'italia e dell'america latina (1924-1932)
- Le vie d'italia e del mondo (1933-1936)
- Le vie del mondo (1937-1943)
- Le vie del mondo (1950-1967)
- Vie d'italia e del mondo (1968-1970)
- Vie del mondo (1987-1992)